# Висока школа струковних студија за образовање васпитача у Кикинди
Висока школа струковних студија за образовање васпитача у Кикинди (скраћено ВШССОВ у Кикинди) је високошколска установа у Кикинди. Налази се у улици Светосавска 57.  

## Историја
Висока школа струковних студија за образовање васпитача у Кикинди је основана 1948. године за едукацију васпитача деце предшколског узраста. Првобитно је радила под називом Учитељска мешовита школа, 1954. је променила форму и име у Школу за васпитаче, а 1972. године је преименована у Педагошку академију „Зора Крџалић Зага”.
У студентском листу Инклузија се, из априла 2006, у заглављу користи име Виша школа за образовање васпитача „Зора Крџалић Зага”, док се у првој реченици текста 25. марта 2006. спомиње Виша школа „Зора Крџалић Зага”. У међувремену је преименована у данашњи назив Висока школа струковних студија за образовање васпитача у Кикинди.

## Студијски програми
Висока школа струковних студија за образовање васпитача Кикинда има студијске програме на нивоу основних (које трају три године) и мастер струковних студија (које трају двегодине).
Смерови на основним струковним студијима су:
- Струковни васпитач деце предшколског узраста
- Струковни васпитач за традиционалне игре

На мастер струковним студија постоји само општи смер.